# Château de Chevillon
Le château de Chevillon est un château situé à Chevillon, en France.

## Localisation
Le château est situé dans le département français de l'Yonne, sur la commune de Chevillon.

## Historique
Le château aurait accueilli Jeanne d'Arc pendant une nuit[réf. nécessaire].
L'édifice est inscrit au titre des monuments historiques en 1985.